# Principio di inclusione-esclusione
In matematica ed in particolare nella teoria degli insiemi, il principio di inclusione-esclusione è un'identità che mette in relazione la cardinalità di un insieme, espresso come unione di insiemi finiti, con le cardinalità di intersezioni tra questi insiemi.
Denotiamo con {\displaystyle \left|A\right|} la cardinalità di un insieme {\displaystyle A} e consideriamo una famiglia finita di insiemi finiti: {\displaystyle A_{1},A_{2},\cdots ,A_{n}}.
Per la cardinalità dell'unione di tale famiglia si ha

Rappresentazione con un diagramma di Eulero-Venn del caso per tre insiemi

{\displaystyle \left|\bigcup _{i=1}^{n}A_{i}\right|=\sum _{i=1}^{n}\left|A_{i}\right|-\sum _{1\leq i<j\leq n}\left|A_{i}\cap A_{j}\right|+\sum _{1\leq i<j<k\leq n}\left|A_{i}\cap A_{j}\cap A_{k}\right|-\ \cdots \ (-1)^{n-1}\left|A_{1}\cap \cdots \cap A_{n}\right|=}
{\displaystyle =\sum _{i=1}^{n}\left(-1\right)^{i+1}\sum _{1\leq j_{1}<...<j_{i}\leq n}\left|\bigcap _{k=1}^{i}A_{j_{k}}\right|}
Nel caso {\displaystyle n=2} la formula si riduce a quella, molto intuitiva e ricavabile dalle definizioni, esprimibile come  
{\displaystyle |A\cup B|=|A|+|B|-|A\cap B|}
Nel caso {\displaystyle n=3} il principio si esprime con l'uguaglianza  
{\displaystyle |A\cup B\cup C|=|A|+|B|+|C|-|A\cap B|-|A\cap C|-|B\cap C|+|A\cap B\cap C|}
Questa si dimostra servendosi più volte della precedente e della distributività della 
intersezione rispetto alla unione:
{\displaystyle |A\cup B\cup C|=|(A\cup B)\cup C|=|A\cup B|+|C|-|(A\cup B)\cap C|}
{\displaystyle \,=\,|A|+|B|-|A\cap B|+|C|-|(A\cap C)\cup (B\cap C)|}
{\displaystyle =|A|+|B|+|C|-|A\cap B|-\left(|A\cap C|+|B\cap C|-|(A\cap C)\cap (B\cap C)|\right)}
{\displaystyle =|A|+|B|+|C|-|A\cap B|-|A\cap C|-|B\cap C|+|A\cap B\cap C|}

## Dimostrazioni

### Dimostrazione I
Si dovrà dimostrare che ogni elemento dell'insieme {\displaystyle \bigcup _{i=1}^{n}A_{i}} viene contato una e una sola volta. Sia {\displaystyle x\in A_{1}\cap A_{2}\cap \cdots \cap A_{k}} e {\displaystyle x\notin A_{k+1}\cap \cdots \cap A_{n}}, riordinando cioè gli insiemi e supponendo che {\displaystyle x} appartenga ai primi {\displaystyle k}.
Il termine {\displaystyle \sum _{i=1}^{n}\left|A_{i}\right|} conta {\displaystyle x} esattamente {\displaystyle {\binom {k}{1}}} volte, mentre il secondo termine dello sviluppo della sommatoria, cioè {\displaystyle \sum _{1\leq i<j\leq n}\left|A_{i}\cap A_{j}\right|} conta {\displaystyle x} esattamente {\displaystyle {\binom {k}{2}}} volte, ecc.
Dunque l'elemento {\displaystyle x} nel principio di inclusione-esclusione è contato esattamente 
{\displaystyle \sum _{i=1}^{k}(-1)^{i-1}{\binom {k}{i}}} volte
Osserviamo che l'indice {\displaystyle i} varia fino a {\displaystyle k} perché considerando {\displaystyle i=k+1}, l'intersezione di {\displaystyle k+1} con gli altri {\displaystyle A_{i}} non conterrà {\displaystyle x}.
Si può ora dimostrare facilmente, considerando lo sviluppo del Binomio di Newton, che la sommatoria in questione è uguale a {\displaystyle 1}:
{\displaystyle 1-\sum _{i=1}^{k}(-1)^{i-1}{\binom {k}{i}}=\sum _{i=0}^{k}(-1)^{i}{\binom {k}{i}}=(1-1)^{k}=0\qquad \Box }

### Dimostrazione II (induzione sun)
Abbiamo che
{\displaystyle \left|\bigcup _{i=1}^{n}A_{i}\right|=\sum _{k=1}^{n}(-1)^{k+1}\sum _{1\leq i_{1}<\cdots <i_{k}\leq n}\left|A_{i_{1}}\cap A_{i_{2}}\cap \cdots \cap A_{i_{k}}\right|}
Verifichiamola per {\displaystyle n=2}, dato che per {\displaystyle n=1} è banalmente {\displaystyle \left|A_{1}\right|=\left|A_{1}\right|}, e il caso tornerà poi utile nel proseguimento della dimostrazione:
{\displaystyle \left|A_{1}\cup A_{2}\right|=\left|A_{1}\right|+\left|A_{2}\right|-\left|A_{1}\cap A_{2}\right|}
Ipotizziamo ora vero il principio per {\displaystyle n} insiemi, e dimostriamo che allora è vero anche per {\displaystyle n+1} insiemi. Vale che
{\displaystyle \bigcup _{i=1}^{n+1}A_{i}=\left(\bigcup _{i=1}^{n}A_{i}\right)\cup A_{n+1}}
Poiché l'ipotesi è vera per {\displaystyle n=2} vale
{\displaystyle \left|\bigcup _{i=1}^{n+1}A_{i}\right|=\left|\bigcup _{i=1}^{n}A_{i}\right|+\left|A_{n+1}\right|-\left|\left(\bigcup _{i=1}^{n}A_{i}\right)\cap A_{n+1}\right|}
Ovvero
{\displaystyle \sum _{k=1}^{n}(-1)^{k+1}\sum _{1\leq i_{1}<\cdots <i_{k}\leq n}\left|A_{i_{1}}\cap \cdots \cap A_{i_{k}}\right|+\left|A_{n+1}\right|-\sum _{k=1}^{n}(-1)^{k+1}\sum _{1\leq i_{1}<\cdots <i_{k}\leq n}\left|A_{i_{1}}\cap \cdots \cap A_{i_{k}}\cap A_{n+1}\right|=}
{\displaystyle =\sum _{k=1}^{n+1}(-1)^{k+1}\sum _{1\leq i_{1}<\cdots <i_{k}\leq n+1}\left|A_{i_{1}}\cap \cdots \cap A_{i_{k}}\right|}
Tale proposizione è vera in quanto i due termini dell'uguaglianza hanno gli stessi addendi con lo stesso segno. Come volevasi dimostrare.

## Storia
Il principio è stato utilizzato da Nicolaus II Bernoulli  (1695-1726); la formula viene attribuita ad Abraham de Moivre (1667-1754); per il suo utilizzo e per la comprensione della sua portata vengono ricordati Joseph Sylvester (1814-1897) ed Henri Poincaré (1854-1912).